# Roman (Gawriłow)
Roman, imię świeckie Giennadij Michajłowicz Gawriłow (ur. 3 lutego 1957 w Kolczuginie) – rosyjski biskup prawosławny.

## Życiorys
Po ukończeniu średniej szkoły przez rok pracował w fabryce. Następnie od 1975 do 1977 odbywał zasadniczą służbę wojskową; po jej ukończeniu przez dwa lata studiował w Moskiewskim Instytucie Stali i Stopów. 6 sierpnia 1980 złożył śluby zakonne w riasofor przed hieromnichem Józefem (Bałabanowem). Od sierpnia do grudnia 1981 służył jako psalmista w cerkwi św. Paraskiewy w Wielikodworiu, gdzie spotkał się z dawnym mnichem Monasteru Wałaam, hieromnichem Michałem, prowadzącym życie pustelnicze. On też udzielił mu błogosławieństwa na złożenie wieczystych ślubów zakonnych. Przyjął je od niego archimandryta Aleksy (Kutiepow) 4 grudnia 1981. 6 grudnia tego samego roku arcybiskup włodzimierski i suzdalski Serapion (Fadiejew) udzielił mu święceń diakońskich, zaś następnego dnia – kapłańskich. Miało to miejsce w soborze Zaśnięcia Matki Bożej we Włodzimierzu. Przez styczeń 1982 hieromnich Roman był proboszczem parafii św. Włodzimierza we Włodzimierzu. W 1983 rozpoczął zaocznie naukę w moskiewskim seminarium duchownym. 7 kwietnia 1985 został podniesiony do godności igumena. Między kwietniem 1986 a grudniem 1987 był proboszczem parafii Zaśnięcia Matki Bożej w Pietuszkach. W grudniu 1987 został przeniesiony do eparchii kiszyniowskiej, gdzie służył w soborze Przemienienia Pańskiego w Benderach, zaś 6 stycznia 1988 został archimandrytą.
18 lutego 1991 przeniesiony do eparchii moskiewskiej, objął funkcję proboszcza parafii Przemienienia Pańskiej w Żeleznodorożnym, zaś 20 sierpnia tego samego roku – dziekanem dekanatu szczełkowskiego. 26 listopada 1992 został ponadto proboszczem parafii Świętych Borysa i Gleba w Dmitrowie. 23 lutego 1993 został przełożonym monasteru Świętych Borysa i Gleba w tym samym mieście. Ponadto wykonywał dodatkowo zadania dziekana dekanatów bałaszyskiego (1993–1995) oraz dmitrowskiego (1995–2005). W 1997 objął funkcję proboszcza parafii przy soborze Zaśnięcia Matki Bożej w Dmitrowie. 10 grudnia 2004 mianowany dziekanem monasterów eparchii moskiewskiej.
W 2005 przeniesiony na stanowisko dziekana dekanatu czechowskiego, które to obowiązki łączył od października tego roku z godnością przełożonego Pustelni Wniebowstąpienia Pańskiego i św. Dawida w Nowym Bycie. W trybie eksternistycznym rozpoczął w 2006 wyższe studia teologiczne w Moskiewskiej Akademii Duchownej. 10 sierpnia tego samego roku patriarcha moskiewski i całej Rusi Aleksy II wyświęcił go na biskupa sierpuchowskiego, wikariusza eparchii moskiewskiej obwodowej. Chirotonia miała miejsce w soborze Smoleńskiej Ikony Matki Bożej w kompleksie Monasteru Nowodziewiczego.
W 2011 został zwolniony z obowiązków przełożonego w monasterze, którym dotąd kierował, i stanął na czele wspólnoty Monasteru Wysockiego. W 2021 r. został przeniesiony do eparchii moskiewskiej miejskiej, z zachowaniem dotychczasowego tytułu.